# Martin Furholt
Martin Furholt (* 1975) ist ein deutscher Ur- und Frühgeschichtler.

## Leben
Von 1997 bis 2003 studierte er Ur- und Frühgeschichte in Berlin, Kiel, Aarhus, Erlangen und Bamberg, wo er 2003 den Grad Magister erlangte. Nach der Promotion 2006 in Kiel erhielt er 2007/08 das Reisestipendium des Deutschen Archäologischen Instituts. 
2009 bis 2011 war er Koordination des SPP 1400 an der  Universität Kiel, 2011 bis 2018 wissenschaftlicher Assistent am Institut für Ur- und Frühgeschichte der Universität Kiel, wo er sich 2014 auch  habilitierte. 2018 wurde er Professor an der Universität Oslo, 2021 W3-Professor für Ur- und Frühgeschichte mit Schwerpunkt Prähistorische Archäologie und Sozialarchäologie an der Universität Kiel.
Seine Interessen sind Jungsteinzeit und Bronzezeit in Europa, Wirtschaft und soziale Organisation, Mobilität in der Vorgeschichte, Semiotik und Kulturtheorie.

## Schriften (Auswahl)
- Die absolutchronologische Datierung der Schnurkeramik in Mitteleuropa und Südskandinavien. Bonn 2003, ISBN 3-7749-3206-9.
- Die nördlichen Badener Keramikstile im Kontext des mitteleuropäischen Spätneolithikums (3650–2900 v. Chr.). Bonn 2009, ISBN 978-3-7749-3526-6.
- mit Friedrich Lüth und Johannes Müller (Hrsg.): Megaliths and Identities. Early Monuments and Neolithic Societies from the Atlantic to the Baltic. 3rd European Megalithic Studies Group Meeting 13th – 15th of May 2010 at Kiel University. Bonn 2011, ISBN 978-3-7749-3745-1.
- Das ägäische Neolithikum und Chalkolithikum. Transformationen sozialer Handlungsmuster in Anatolien und Griechenland zwischen 6500 und 4000 v. Chr. Bonn 2017, ISBN 3-7749-4101-7.